# Villedaigne
Villedaigne település Franciaországban, Aude megyében. Lakosainak száma 573 fő (2022. január 1.). Villedaigne Canet, Cruscades, Névian és Raissac-d’Aude községekkel határos.

## Népesség
A település népessége az elmúlt években az alábbi módon változott:
| Lakosok száma | 407  | 423  | 463  | 465  | 466  | 507  | 510  | 512  | 554  | 573  |
|               | 1968 | 1982 | 1999 | 2006 | 2011 | 2015 | 2017 | 2018 | 2020 | 2022 |